# Falsche Paradiese
Falsche Paradiese (Originaltitel: This Side of Paradise) ist die nach Ausstrahlungsreihenfolge 24. bzw. nach Produktionsreihenfolge 25. Episode der ersten Staffel der Science-Fiction-Fernsehserie Raumschiff Enterprise. Sie wurde in englischer Sprache erstmals am 2. März 1967 bei NBC ausgestrahlt. In Deutschland war sie zum ersten Mal am 4. Januar 1988 in einer synchronisierten Fassung bei Sat.1 zu sehen, nachdem das ZDF sie bei der deutschen Erstausstrahlung der Serie in den Jahren 1972 bis 1974 übergangen hatte.

## Handlung
Im Jahr 2267 bei Sternzeit 3417,3 fliegt die Enterprise nach Omicron Ceti III, wo Siedler von der Erde eine Kolonie aufgebaut haben. Erst nach der Besiedelung wurde entdeckt, dass der Planet tödlicher „Berthold-Strahlung“ ausgesetzt ist. Captain Kirk rechnet deshalb damit, dass keiner der Kolonisten mehr am Leben ist, doch ein Außenteam findet alle in bester Gesundheit vor.
Kirk will wissen, wie das möglich ist, und ordnet eine genaue Untersuchung der Siedlung und ihrer Bewohner an. Elias Sandoval, der Leiter der Kolonie, lädt Kirk, den ersten Offizier Spock und Schiffsarzt McCoy in ein Haus ein, wo er ihnen erklärt, dass hier eine Siedlung aufgebaut wurde, in der ganz auf moderne Technik verzichtet würde. Er macht sie außerdem mit der Botanikerin Leila Kalomi bekannt. Kalomi kennt Spock bereits. Mit ihm verbindet sie eine sechs Jahre zurückliegende (einseitige) Liebesbeziehung. Dem Außenteam fallen unterdessen einige Merkwürdigkeiten auf: Steuermann Sulu und Lieutenant DeSalle finden zwar landwirtschaftliche Gebäude vor, können aber nirgends Nutztiere ausmachen. McCoy stellt fest, dass die Siedler nicht nur gesund sind, sondern dass sich auch von früheren Krankheiten und Verletzungen keine Spuren mehr erkennen lassen.
Leila unternimmt mit Spock einen Spaziergang und zeigt ihm eine Pflanze, die ihn unvermittelt mit Sporen beschießt. Dies löst eine emotionale Veränderung in ihm aus. Als Halb-Vulkanier ist es Spock gewohnt, seine Gefühle zu unterdrücken. Jetzt überkommen ihn Glücksgefühle und er gesteht Leila seine Liebe. Auf einen Funkspruch von Kirk reagiert er mit Gleichgültigkeit. Als Kirk und der Rest des Außenteams sich auf die Suche machen, finden sie Spock lachend auf einem Baum vor. Er führt sie zu den Pflanzen und nach und nach geraten weitere Mitglieder des Außenteams unter den Einfluss der Sporen. McCoy und DeSalle beginnen damit, Pflanzen aufs Schiff zu beamen. Als Kirk dies bemerkt, will er nach dem Rechten sehen, doch auf der Enterprise haben sich die Sporen bereits ausgebreitet und die gesamte Crew infiziert. Die Besatzungsmitglieder sind nicht mehr Herr ihrer Sinne und legen wichtige Systeme lahm. Nach und nach beamen alle auf den Planeten.
Zurück auf der Oberfläche erfährt Kirk von Spock und McCoy, dass die Pflanzen die Ursache für das Wohlergehen der Kolonisten sind. Sie kamen vom Weltall auf diesen Planeten und ernähren sich von Berthold-Strahlung. Im Gegenzug für die Verbreitung ihrer Sporen erhalten ihre menschlichen Wirte Gesundheit und Glückseligkeit. Kirk ist skeptisch, dass eine solche Lebensweise mit der menschlichen Natur vereinbar ist, und kehrt aufs Schiff zurück, auf dem er nach kurzer Zeit völlig allein ist. Ohne seine Besatzung ist es ihm unmöglich, das Schiff zur nächsten Sternenbasis zu fliegen, um dort Hilfe zu holen. Als er auf der Brücke über seine Situation nachdenkt, wird er schließlich auch von einer Pflanze mit Sporen beschossen. So wächst nun auch in ihm der Wunsch, auf den Planeten zu beamen. Doch als er bereits auf der Transporterplattform steht, macht ihn der Gedanke, sein Schiff für immer zu verlassen, wütend. Das führt dazu, dass die Wirkung der Sporen neutralisiert wird. Kirk ist nun klar, dass negative Gefühle der Schlüssel zur Heilung seiner Mannschaft sind.
Da er die Hilfe von Spock benötigt, lockt ihn Kirk unter dem Vorwand, Ausrüstung vom Schiff auf den Planeten beamen zu wollen, auf die Enterprise. Als Spock sich im Glauben an einen kurzen Besuch von Leila trennt und aufs Schiff beamt, erwartet ihn Kirk im Transporterraum mit einer Metallstange bewaffnet und wirft ihm unentwegt Beleidigungen an den Kopf. Schließlich wird Spock von Zorn überwältigt. Es kommt zum Kampf zwischen ihm und Kirk und Spocks Geist wird wieder klar. Gemeinsam entwickeln sie eine Methode, mit der sie Infraschallwellen an die Kommunikatoren der Besatzung senden, was alle Leute auf dem Planeten leicht reizbar machen soll.
Der Plan funktioniert und alle Besatzungsmitglieder kehren zurück. Die Kolonisten sind bereit, den Planeten zu verlassen. Leila gesteht Spock, dass ihre Gefühle für ihn sich nicht geändert hätten, doch der erklärt, dass seine Verantwortung der Enterprise gilt. Als das Schiff schließlich Kurs auf Sternenbasis 27 nimmt, meint Spock, die gemeinsame Zeit mit Leila auf Omicron Ceti III seien die einzigen Augenblicke in seinem Leben gewesen, in denen er wahrhaft glücklich war.

## Besonderheiten

### Verbindungen zu anderen Star-Trek-Produktionen
Einige Elemente aus dieser Folge wurden in späteren Star-Trek-Produktionen wieder aufgegriffen:
- Die Berthold-Strahlung kommt auch in Folge 3.13 (Noch einmal Q) von Raumschiff Enterprise – Das nächste Jahrhundert aus dem Jahr 1990 vor.
- Spock erwähnt hier, dass es auf dem Planeten Berengaria VII Drachen gibt. In der Folge 4.17 (Die Verbindung) der Serie Star Trek: Enterprise von 2005 berichtet T’Pol ebenfalls von diesen Wesen.
- Im Film Star Trek von 2009 beleidigt Kirk (hier gespielt von Chris Pine) Spock (hier gespielt von Zachary Quinto) ebenfalls, um einen Kampf zu provozieren.
- In Folge 1.03 (Der Zeitpuffer) der animierten Serie Star Trek: Lower Decks von 2020 spielt Commander Jack Ransom auf die Sporen von Omicron Ceti III an.

### Sonstiges
Der fiktive Planet Omicron Ceti III umkreist seinem Namen nach den realen Stern Mira (Omicron Ceti).

## Produktion

### Drehbuch
Der erste Drehbuchentwurf stammte von Jerry Sohl. Dieser Entwurf sah zunächst eine Liebesgeschichte zwischen Sulu und Leila vor. Die Sporen sollten außerdem dafür sorgen, dass die Infizierten untereinander telepathisch kommunizieren können. Anstelle von negativen Gefühlen war Alkohol als Gegenmittel gegen die Sporen vorgesehen. D. C. Fontana überarbeitete den Entwurf auf Wunsch von Gene Roddenberry sehr stark. Unter anderem machte sie Spock anstelle von Sulu zur Hauptfigur der Folge. Sohl war mit den Änderungen unzufrieden und wollte in den Credits daher nur unter seinem Pseudonym Nathan Buler genannt werden.

### Darsteller
Frank Overton, Darsteller von Elias Sandoval, hatte in Falsche Paradiese seine letzte Schauspielrolle. Er starb nur drei Monate nach den Dreharbeiten mit 49 Jahren an einem Herzinfarkt.
Lieutenant Leslie (Eddie Paskey) hatte, zumeist als Statist, Auftritte in 57 Folgen von Raumschiff Enterprise. Falsche Paradiese ist eine der wenigen Folgen, in denen er eine Sprechrolle hat.
Lieutenant DeSalle (Michael Barrier) tritt auch in den Folgen Tödliche Spiele auf Gothos und Das Spukschloss im Weltall auf.
Lieutenant Kelowitz (Grant Woods) tritt auch in den Folgen Notlandung auf Galileo 7 und Ganz neue Dimensionen auf.

### Drehorte und Kulissen
Die Außenaufnahmen wurden in der zu den Walt Disney Studios gehörenden Golden Oak Ranch sowie im Bronson Canyon gedreht.
Der Kameraschwenk über die leere Brücke der Enterprise wurde 1992 in Folge 6.04 (Besuch von der alten Enterprise) von Raumschiff Enterprise – Das nächste Jahrhundert wiederverwendet.

### Kostüme
Spocks grüner Anzug aus dieser Folge wird in der dritten Staffel von Raumschiff Enterprise in der Folge Spocks Gehirn wiederverwendet.

## Adaptionen
James Blish schrieb eine Textfassung von Falsche Paradiese, die auf Englisch erstmals 1972 in der Geschichtensammlung Star Trek 5 erschien. Die deutsche Übersetzung erschien 1972.

## Rezeption
Terry J. Erdmann und Paula M. Block listen Falsche Paradiese in ihrem 2008 erschienenen Referenzwerk Star Trek 101 als eine der zehn wichtigsten Folgen der Originalserie Raumschiff Enterprise auf.
Scott Collura und Jesse Schedeen führten Falsche Paradiese 2013 auf ign.com in einer Liste der 25 besten bis dahin ausgestrahlten Star-Trek-Folgen auf Platz 24.
Ed Gross listete Falsche Paradiese 2016 auf empireonline.com in einer Aufstellung der 50 besten bis dahin ausgestrahlten Star-Trek-Folgen auf Platz 24.
Christian Blauvelt listete Falsche Paradiese 2022 auf hollywood.com in einem Ranking aller 79 Raumschiff-Enterprise-Folgen auf Platz 46.

## Parodien und Anspielungen
In Folge 6.03 (Swamp Diamonds) von Mystery Science Theater 3000 aus dem Jahr 1993 wird die Szene aus Falsche Paradiese parodiert, in der Spock von einem Baum hängt.
Die Folge 4.12 (Der letzte Trekki) der Zeichentrickserie Futurama von 2002 parodiert zahlreiche Folgen von Raumschiff Enterprise. Unter anderem verweist Fry hier auf den Kampf zwischen Kirk und Spock in Falsche Paradiese.
In der Folge Mind-Sifter der Fanserie Star Trek: New Voyages aus dem Jahr 2014 werden die Ereignisse aus Falsche Paradiese referenziert.